# Alexander Tettey
Alexander Banor Tettey, född 4 april 1986 i Accra i Ghana, är en norsk före detta fotbollsspelare.
Tettey föddes i Ghana men flyttade som ung till Norge. Han har tidigare spelat för Rosenborg och Rennes. Tettey har spelat för det norska landslaget.

## Karriär
Den 12 maj 2021 blev Tettey klar för en återkomst i Rosenborg, där han skrev på ett kontrakt över resten av säsongen.